# Weoley Castle
Weoley Castle är en medeltida slottsruin i England. Den ligger i Birmingham. Weoley Castle ligger 145 meter över havet.